# Comtat de Lancaster (Pennsilvània)
Lancaster (AFI: ˈlæŋkIstər; Lengeschder Kaundi en neerlandès de Pennsilvània), de vegades sobrenomenat the Garden Spot of America (el punt de jardí d'Amèrica) o Pennsylvania Dutch Country (el país holandès de Pennsilvània), és un comtat de la Commonwealth de Pennsilvània, Estats Units . D'acord al cens del 2020 hi vivien 552.984 persones, converteix en el sisè comtat més poblat de Pennsilvània. La seu del comtat és a la ciutat de Lancaster. El comtat de Lancaster comprèn l'àrea estadística metropolitana de Lancaster. El comtat és a la regió centre-sud de l'estat.  El comtat de Lancaster és destacat destí turístic per la seva comunitat amish. Els avantpassats dels amish emigraren a la Pennsilvània colonial a principis del segle XVIII aprofitant la llibertat religiosa que oferí William Penn, així com el sòl ric i el clima suau de la zona. S'hi uniren hugonots francesos que fugien de la persecució religiosa de Lluís XIV. També hi arribaren certa quantitat d'anglesos, gal·lesos i escocesos de l'Ulster (també coneguts com a escocesos-irlandesos a les colònies).

## Història
L'àrea que esdevindria el comtat de Lancaster era part de les terres establertes per la carta reial de 1681 rebuda per William Penn. John Kennerly obtingué la primera escriptura registrada de Penn el 1691. Encara que es diu que Matthias Kreider ja era a la zona el 1691, no hi ha proves que cap europeu s'hagués establert al comtat de Lancaster abans del 1710.
El comtat de Lancaster fou part del comtat de Chester, Pennsilvània, fins al 10 de maig de 1729, quan s'organitzà com el quart comtat de la colònia. Rebé el seu nom de la ciutat de Lancaster al comtat de Lancashire a Anglaterra, la llar natal de John Wright, un dels primers colons. A mesura que creixia l'assentament, s'anaren formant sis comtats a partir del territori pres directament, totalment o parcialment, del comtat de Lancaster: Berks (1752), Cumberland (1750), Dauphin (1785), Lebanon (1813), Northumberland (1772) i York (1749). D'aquests sis al seu torn es formaren altres comtats.

### Pobles indígenes
Els pobles indígenes havien ocupat les àrees al llarg dels rius durant milers d'anys establint-hi diverses cultures. Entre les tribus de nadius americans a la zona en el moment de la trobada europea hi havia els pobles shawnee, susquehannock, gawanese, lenape (o delaware) i nanticoke, que eren de diferents famílies lingüístiques i tenien cultures diferents.
Entre els primers habitants registrats de la vall del riu Susquehanna hi havia els susquehannock de parla iroquesa, el nom dels quals deriva del mot lenape per a la "gent del riu Oyster". Els lenapes parlaven una llengua algonquina. Els anglesos els anomenaren conestoga, pel nom de la seva vila principal, Gan'ochs'a'go'jat'ga ("lloc del sostre" o "ciutat"), anglicitzat com "conestoga."Altres llocs ocupats pels susquehannock eren Ka'ot'sch'ie'ra ("lloc de crancs"), on es desenvolupà l'actual Chickisalunga, i Gasch'guch'sa ("gran caiguda al riu"), ara anomenada Conewago Falls, comtat de Lancaster.
Altres tribus natives, així com els primers colons europeus, consideraven els susquehannock una nació poderosa, experts en la guerra i el comerç. Foren derrotats només pel poder combinat de la Confederació Iroquesa de les Cinc Nacions, després que el Maryland colonial els hi retirés el suport. Després del 1675 els susquehannock foren totalment absorbits pels iroquesos. Un grapat s'establí a "New Conestoga", situat al llarg de la riba sud del riu Conestoga a Conestoga Township del comtat. Van ajudar al personal d'un consolat iroquès per als anglesos a Maryland i Virgínia (i més tard a Pennsilvània). Cap a la dècada del 1720 els colons consideraven als indis conestoga una "tribu civilitzada" o "tribu amiga": gran part d'aquests s'havien al cristianisme, parlaven l'anglès com a segona llengua, feien escombres i cistelles per a vendre-ls-hi; i posaven el nom dels seus veïns preferits a la seva canalla.
L'esclat de la Guerra de Pontiac l'estiu del 1763, juntament amb les polítiques ineficaces del govern provincial, despertaren les sospites i l'odi generalitzat dels colons contra tots indis dels comtats fronterers, sense distingir entre pobles hostils o amics. El 14 de desembre del 1763 els Paxton Boys, liderats per els Matthew Smith i el capità Lazarus Stewart, atacaren Conestoga, matant els sis indis presents i cremant totes les cases. Els funcionaris acolliren els catorze supervivents de la tribu sota custòdia protectora a la presó del comtat, però els Paxton Boys tornaren el 27 de desembre, irrompent a la presó i massacrant els nadius restants. La manca de control eficaç del govern i la simpatia generalitzada als comtats fronterers pels assassins feren que mai fossin denunciat ni duts davant la justícia.

### Disputa entre Maryland i Pennsilvània
Pennsilvània tingué una llarga disputa amb Maryland per la frontera sud de la província i el comtat de Lancaster. Nou anys d'enfrontaments armats acompanyaren la disputa fronterera entre Maryland i Pennsilvània, que s'inicià poc després de l'establiment el 1730 de Wright's Ferry a través del Susquehanna. Lord Baltimore creia que la seva concessió a Maryland s'estenia fins al paral·lel 40. Això era més o menys a mig camí entre l'actual Lancaster i la ciutat de Willow Street, Pennsilvània. Aquesta línia de demarcació hauria donat lloc a la inclusió de Filadèlfia a Maryland.
Nous colons començaren a creuar el Susquehanna. El 1730 els serveis de Wright's Ferry reberen llicència i començà la seva activitat oficialment. A partir de mitjans del 1730 Thomas Cresap, actuant com a agent de Lord Baltimore, començà a confiscar les granges instal·lades recentment prop de l'actual Peach Bottom i Columbia, Pennsilvània, que en aquell moment no tenia nom, però  que més tard s'anomenaria Wright's Ferry. Creient que amb aquell grant controlava aquesta terra, Lord Baltimore volia els ingressos de les terres. Creia que tenia drets sobre la riba oest del Susquehanna des del 1721, i que la seva propietat i el seu grant s'estenia fins a la latitud de quaranta graus nord. Si permetia que els habitants de Pennsilvània  s'assentessin a les seves terres sense reaccionar, creia que aquesta ocupació constituiria una contra-reclamació.
Cresap establí un segon ferri al tram superior del Conejohela, riu avall des del ferri de John Wright's, prop de Peach Bottom. Exigí que els colons es traslladessin o paguessin a Maryland per les terres del marge dret. Els colons creien que ja tenien drets sobre aquests grants de Pennsilvània. Cresap expulsà als colons vandalitzant les granges i matant el bestiar; expulsà als colons del sud dels comtats de York i Lancaster; i donà les terres abandonades als seus seguidors.
Lord Baltimore negocià un compromís el 1733, però Cresap l'ignorà, continuant am les incursions. S'envià un diputat a arrestar-lo l'any 1734, i Cresap el va matar a la porta. El governador de Pennsilvània exigí que Maryland arrestés Cresap per assassinat; tanmateix el governador de Maryland el nomenà capità de la milícia. Finalment L'any 1736 Cresap fou detingut; i empresonat fins al 1737 quan fou alliberat per intercessió reial. El 1750 un tribunal resolgué que, en no poder establir colons en aquella terra, Lord Baltimore havia perdut els seus drets sobre una franja de terra d'una vintena de milles (32 km). El 1767 la línia Mason-Dixon establí oficialment la nova frontera entre Pennsilvània i Maryland.

### Diversitat de pobladors
Els noms dels townships (assimilable a municipi) originals del comtat de Lancaster reflecteixen els diversos orígens dels pobladors del comtat: dos tenien noms gal·lesos (Caernarvon i Lampeter), tres tenien noms nadius americans (Cocalico, Conestoga i Peshtank o Paxton), sis eren anglesos (Warwick, Lancaster, Marticfield, Salisbury i Marticfield); quatre eren irlandesos (Donegal, Drumore, Derry i Leacock), reflectint majoritàriament escocesos-irlandesos (o escocesos de l'Ulster) de l'Ulster, una província del nord d'Irlanda; Manheim era alemany, Lebanon venia de la Bíblia, base de moltes cultures europees; i Earl és una traducció del cognom alemany de Graf o Groff.

### Estadistes del segle XIX
El fill nadiu del comtat de Lancaster, el demòcrata James Buchanan, fou elegit com el 15è president dels Estats Units el 1856,  el primer president oriünd de Pennsilvània. Avui dia la seva casa, Wheatland, funciona com a casa-museu a Lancaster.

Thaddeus Stevens, conegut republicà radical, representà el comtat de Lancaster a la Cambra de Representants des de 1849 fins a 1853 i des de 1859 fins a la seva mort el 1868. Stevens deixà un llegat de 50.000 dòlars (~ 1.000.000 dòlars el 2023) per a establir un orfenat. Amb el temps aquesta propietat esdevingué el Thaddeus Stevens College of Technology de propietat estatal. Tant Stevens com Buchanan foren enterrats a Lancaster.

### L'esclavitud i l'incident de Christiana
Pennsilvània aprovà la llei d'abolició gradual de l'esclavitud el 1780. Aquesta norma que establia l'alliberament dels fills de dones esclaves degudament registrades als vint-i-vuit anys, i fou una solució de compromís entre les conviccions anti-esclavista i el respecte als drets de propietat dels blancs.  Quan el Congrés aprovà la Llei d'esclaus fugitius  el 1850, Pennsilvània ja era de facto un estat lliure, tot i que no abolí l'esclavitud per complet fins a la ratificació de la Tretzena Esmena. No obstant això, el 1847 va aprovar una llei de llibertat personal que dificultava la recuperació dels esclaus fugits que arribaven a Pennsilvània.

Situat just al nord de la línia Mason-Dixon i vorejant pel riu Susquehanna, que havia estat una ruta tradicional des de la conca de la badia de Chesapeake fins al cor del que esdevingué Pennsilvània, el comtat de Lancaster fou un important destí important del Ferrocarril Subterrani durant els anys anteriors a la Guerra de Secessió. Molts residents d'ascendència alemanya s'oposaren a l'esclavitud i cooperaren per tal d'auxiliar els esclaus fugitius. Charles Spotts, resident local del comtat de Lancaster, va trobar 17 estacions.
L'aldarull de Christiana implicà la fugida d'esclaus de Maryland cap ala comtat on foren envoltats per perseguidors encoratjats per Edward Gorsuch, el propietari dels esclaus, acabà amb un bany de sang i la mort del propietari i la fugida dels esclaus. Aquests fets causaren la por entre els propietaris d'esclaus, ja que els homes negres no només van lluitar, sinó que van imposar-se. Alguns temien que això inspirés els negres esclaus i fomentés la rebel·lia. El cas es va processar al tribunal de districte dels Estats Units a Filadèlfia en virtut de la Llei d'esclaus fugitius, que obligava als ciutadans a cooperar en la captura i el retorn dels esclaus fugits. El disturbi va augmentar les tensions regionals i racials. Al nord impulsà l'abolició de l'esclavatge.
El setembre de 1851 un gran jurat acusà 38 sospitosos, detinguts a la presó de Moyamensing a Filadèlfia, a l'espera de judici. El jutge de districte dels Estats Units Robert Cooper Grier va dictaminar que els homes podrien ser jutjats per traïció.
L'única persona de la qual es va provar la seva implicació en els fets fou Castner Hanway, un home europeo-americà. El 15 de novembre de 1851 fou jutjat per alliberar esclaus detinguts pel Marshal Kline, així com per resistència a l'arrest, conspiració i traïció. La responsabilitat de Hanway en el fets violents no s'aclarí. Es va informar que era un dels primers a l'escena on Gorsuch i altres membres del seu grup foren atacats, i ell i el seu cavall proporcionaren cobertura a Dickerson Gorsuch i al Dr. Pearce, que resultaren ferits. El jurat deliberà 15 minuts abans de qualificar-lo de No culpable. Entre els cinc advocats defensors, reclutats per la Pennsylvania Anti-Slavery Society, hi havia el congressista nord-americà Thaddeus Stevens, que havia exercit l'advocacia al comtat de Lancaster des d'almenys el 1838.

### Història religiosa
L'habitatge més antic que es conserva dels colons europeus al comtat és la del bisbe mennonita Hans Herr, construït el 1719. El 1989 Donald Kraybill comptava 37 organitzacions religioses diferents, amb 289 congregacions i 41.600 membres batejats, entre les sectes de gent planera que descendien dels immigrants mennonites anabaptistes al comtat de Lancaster. El Comitè Central Mennonita d'Akron ajudava en els desastres i proporcionava mà d'obra i material a les organitzacions locals en les activitats de socors.
El town de Lititz plantejà en un principi com una comunitat tancada, fundada a principis de la dècada de 1740 per membres de l'Església de Moràvia. El poble anà creixent i acollint els seus veïns. L'església de Moràvia fundà l'escola Linden Hall per a noies el 1746; essent una de les institucions educatives actives més antigues dels Estats Units.
A més del Claustre d'Ephrata (Ephrata Cloyster), els Germans Units en Crist (United Brethren in Christ) i els Germans Evangèlics Units (Evangelical United Brethren, EUB) remunten els seus inicis a una reunió de 1767 al graner d'Isaac Long, prop del llogaret d'Oregon, a West Lampeter Township. L'EUB, una església metodista alemanya, es fusionà el 1968 amb l'Església Metodista Episcopal, tradicionalment anglesa, esdevenint l'Església Metodista Unida.

### Invencions

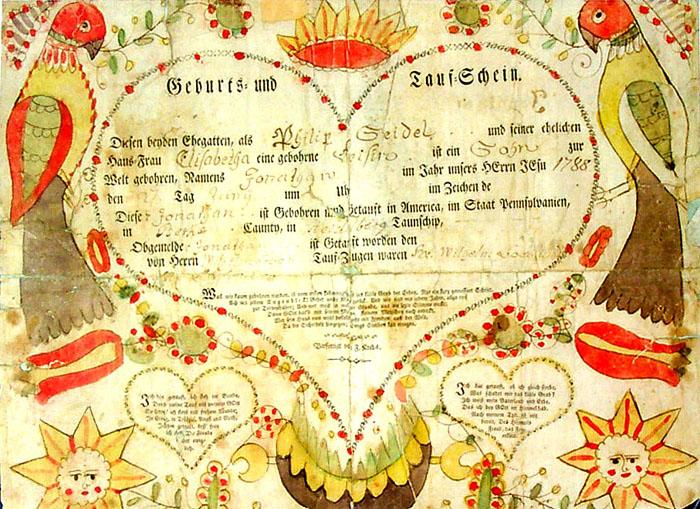
Un certificat de baptisme d'estil Fraktur holandès de Pennsilvània de 1788

- Fraktur, l'art popular artístic i elaborat dels segles XVIII i XIX il·luminat a mà inspirat en el tipus de cara negra alemanya, es va originar al claustre dels baptistes alemanys del setè dia de Johann Conrad Beissel a Ephrata.[42]
- El primer rellotge alimentat amb piles, el Hamilton Electric 500, fou comercialitzat el 1957 per la Hamilton Watch Company.[43]
- El rifle llarg (long rifle) de Pennsilvània,[44] també conegut com el rifle  (llarg) "Kentucky".
- El carró Conestoga (Conestoga wagon),[45] que va iniciar la pràctica nord-americana de vehicles contraris que es passaven entre ells per la dreta.
- El cigar Stogie"[46]Stogie" s'abreuja de "Conestoga".
- El cobrellit amish, una forma d'art molt utilitària, data de 1849 al comtat de Lancaster.[47]

## Geografia
D'acord a l'Oficina del Cens el comtat té una superfície de 984 milles quadrades (2,550 km2), de les quals 944 milles quadrades (2,440 km2) son terra ferma i 40 milles quadrades (100 km2) (4,1%) son cobertes per les aigües.

### Clima
La majoria del comtat té un clima continental humit d'estiu calent (Dfa) i les zones de rusticitat són 6b i 7a. Les mitjanes de temperatures més recents apunten que les zones al llarg del riu Susquehanna i a la vall inferior del Conestoga tenen un clima subtropical humit (Cfa.).
Gairebé tot el comtat de Lancaster és a la conca de la badia de Chesapeake, a través de la conca del riu Susquehanna (llevat un petit afluent sense nom de la branca oest de Brandywine Creek que neix a l'est del Salisbury Township i forma part de la conca del Delaware). Els principals cursos del comtat (pel que fa al percentatge d'àrea drenada) són: el Conestoga i el Little Conestoga (31,42%); Pequea Creek (15,02%); Chiques Creek (o Chickies Creek, 12,07%); Cocalico Creek (11,25%); Octoraro Creek (10,74%); i Conowingo Creek (3,73%).

### Àrees protegides
Al comtat de Lancaster s'hi estableix el parc estatal de Susquehannock, amb una superfície de 224 acres (91 ha) amb vistes al riu Susquehanna a Drumore Township. Un dels tres braços que formen el William Penn State Forest, el lloc de la torre de bombers de Cornwall, de 10-acre (4.0 ha) és al nord de Penn Township, prop de la frontera del comtat de Lebanon. El lloc, amb la seva torre de bombers de 1923, fou adquirit per l'estat el gener del 1935.
Hi ha sis Pennsylvania State Game Lands per a la caça, el trampeig i la pesca ubicades al comtat de Lancaster. Són números (amb ubicació i àrea): 46 (prop de Hopeland, 5,035 acres (2,038 ha) ), 52 (prop de Morgantown, 1,447 acres (586 ha)), 136 (prop de Kirkwood, 91 acres (37 ha)), 156 (prop de Poplar Grove, 4,537 acres (1,836 ha)), 220 (prop de Reinholds, 96 acres (39 ha)), i 288 (a prop de Martic Forge, 89 acres (36 ha) ).
La part sud del comtat té alguns Serpentine Barrens protegits - una mena de sòls serpentínics - un ecosistema rar on els metalls tòxics del sòl inhibeixen el creixement de moltes plantes, oiginant herbassars i sabanes naturals. Aquests barrens inclouen els New Texas Serpentine Barrens, terrenys de propietat privada gestionats per The Nature Conservancy, i Rock Springs Nature Preserve, una reserva d'accés públic amb rutes de senderisme propietat i gestionades per Lancaster County Conservancy.
El comtat de Lancaster lidera la nació pel que fa a la preservació de terres de conreu. Organitzacions com el Lancaster Farmland Trust, la Lancaster County Agricultural Preservation Board (Junta de Preservació Agrícola del Comtat de Lancaster) i diversos municipis treballen de manera coordinada amb els propietaris de les terres per tal de preservar les seves granges i la seva forma de vida per a les generacions futures fixant una servitud de conservació en aquestes propietats. Aquesta servitud de conservació limitat el desenvolupament immobiliari, els usos comercials i industrials i determinades altres activitats sobre el terreny que s'acordin mútuament entre els concessionaris i els propietaris. Després de cedir els seus drets de promoció, els propietaris en mantenen la propietat, poden gestionar-les i poden rebre importants reduccions fiscals. La servitud de conservació garanteix que aquesta terra romandrà disponible per a ús agrícola perpètuament. Lancaster Farmland Trust és una organització privada sense ànim de lucre que treballa estretament amb les grans comunitats Amish i Plain-Sect del comtat de Lancaster per assegurar-se que les seves granges conservaran el seu valor agrícola. Juntament amb la Lancaster County Agricultural Preserve Board, al comtat es conserven més de 100,000 acres (40,000 ha) de terres de conreu.

### Sismicitat
El comtat de Lancaster és sobre les Apalatxes, cosa que fa l'activitat sísmica residual d'antigues falles provoca petits terratrèmols amb una magnitud de 3 a 4. El 27 de desembre de 2008 a la vall de Susquehanna es va notar un terratrèmol de magnitud 3,3  que no causà danys a les estructures.

### Comtats adjacents
- Comtat de Dauphin (nord-oest)
- Comtat de Lebanon (nord)
- Comtat de Berks (nord-est)
- Comtat de Chester (est)
- Comtat de Cecil, Maryland (sud)
- Comtat de Harford, Maryland (sud-oest)
- Comtat de York (oest)

### Comunitats

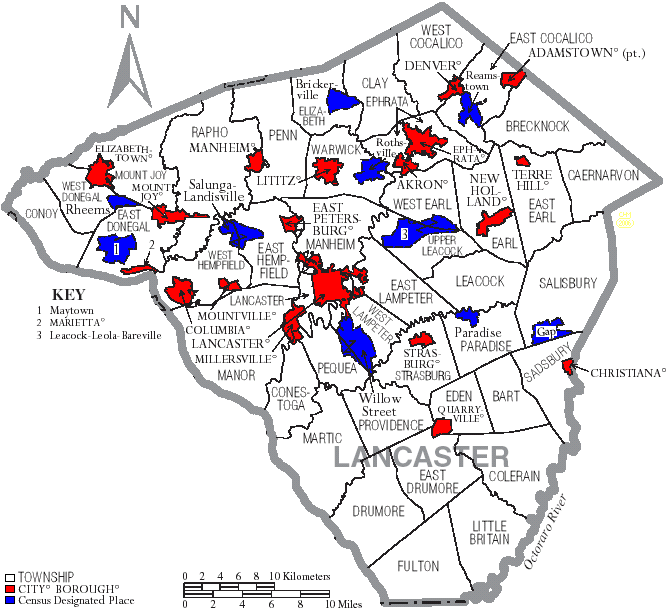
Comtat de Lancaster: ciutats i districtes (vermell), municipis (blanc) i llocs designats pel cens (blau)

Les següents ciutats, districtes i municipis es troben al comtat de Lancaster:

#### Ciutat
- Lancaster (seu del comtat)

#### Boroughs
Al 2010 Christiana era el borough menys poblat del comtat de Lancaster. Columbia és el més poblat.
- Adamstown (parcialment al comtat de Berks)
- Akron
- Christiana
- Columbia
- Denver
- East Petersburg
- Elizabethtown
- Ephrata
- Lititz
- Manheim
- Marietta
- Millersville
- Mount Joy
- Mountville
- New Holland
- Quarryville
- Strasburg
- Terre Hill

#### Townships
- Bart
- Brecknock
- Caernarvon
- Clay
- Colerain
- Conestoga
- Conoy
- Drumore
- Earl
- East Cocalico
- East Donegal
- East Drumore
- East Earl
- East Hempfield
- East Lampeter
- Eden
- Elizabeth
- Ephrata
- Fulton
- Lancaster
- Leacock
- Little Britain
- Manheim
- Manor
- Martic
- Mount Joy
- Paradise
- Penn
- Pequea
- Providence
- Rapho
- Sadsbury
- Salisbury
- Strasburg
- Upper Leacock
- Warwick
- West Cocalico
- West Donegal
- West Earl
- West Hempfield
- West Lampeter

#### Llocs designats pel cens
Els llocs designats pel cens són àrees geogràfiques designades per l'Oficina del Cens dels Estats Units amb l'objectiu de recopilar dades demogràfiques. No són jurisdiccions reals segons la llei de Pennsilvània.
- Bainbridge
- Bareville
- Bird-in-Hand
- Blue Ball
- Bowmansville
- Brickerville
- Brownstown
- Cambridge (part al comtat de Chester)
- Churchtown
- Clay
- Conestoga
- East Earl
- Falmouth
- Farmersville
- Fivepointville
- Gap
- Georgetown
- Goodville
- Gordonville
- Hopeland
- Intercourse
- Kirkwood
- Lampeter
- Landisville
- Leola
- Little Britain
- Maytown
- Morgantown (majoritàriament al comtat de Berks)
- Paradise
- Penryn
- Reamstown
- Refton
- Reinholds
- Rheems
- Ronks
- Rothsville
- Salunga
- Schoeneck
- Smoketown
- Soudersburg
- Stevens
- Swartzville
- Wakefield
- Washington Boro
- Willow Street
- Witmer

#### Comunitats no incorporades
Moltes comunitats no estan ni incorporades ni tractades com a llocs designats pel cens.
- Aberdeen[61]
- Anchor[62]
- Bamford[63]
- Bausman
- Bellaire[64]
- Bellemont
- Blainsport
- Buck
- Centerville
- Central Manor
- Cocalico
- Conewago
- Creswell
- Dillerville
- Donerville
- Elm
- Farmersville
- Fertility
- Georgetown
- Gordonville
- Hempfield
- Hinkletown
- Holtwood
- Kinzers
- Kissel Hill
- Lyndon
- Martindale
- Mastersonville
- Mechanics Grove
- Mechanicsville
- Narvon
- Neffsville
- New Danville
- New Milltown
- New Providence
- Nickel Mines
- Ninepoints
- Peach Bottom
- Pequea
- Rohrerstown
- Safe Harbor
- Silver Spring
- Smoketown
- Talmage
- Vintage
- White Horse

#### Rànquing de població
La classificació de població de la taula següent es basa en el cens del 2010 del comtat de Lancaster.
† seu del comtat :
| Posició | Nom                                        | Tipus de localitat | Població (cens del 2010) |
| ------- | ------------------------------------------ | ------------------ | ------------------------ |
| 1       | † Lancaster                                | City               | 59,322                   |
| 2       | Ephrata                                    | Borough            | 13.394                   |
| 3       | Elizabethtown                              | Borough            | 11.545                   |
| 4       | Columbia                                   | Borough            | 10.400                   |
| 5       | Lititz                                     | Borough            | 9.369                    |
| 6       | Millersville                               | Borough            | 8.168                    |
| 7       | Willow Street                              | CDP                | 7.578                    |
| 8       | Mount Joy                                  | Borough            | 7.410                    |
| 9       | Leola                                      | CDP                | 7.214                    |
| 10      | New Holland                                | Borough            | 5.378                    |
| 11      | Manheim                                    | Borough            | 4.858                    |
| 12      | East Petersburg                            | Borough            | 4.506                    |
| 13      | Akron                                      | Borough            | 3.876                    |
| 14      | Denver                                     | Borough            | 3.861                    |
| 15      | Maytown                                    | CDP                | 3.824                    |
| 16      | Reamstown                                  | CDP                | 3.361                    |
| 17      | Rothsville                                 | CDP                | 3.044                    |
| 18      | Brownstown                                 | CDP                | 2.816                    |
| 19      | Strasburg                                  | Borough            | 2.809                    |
| 20      | Mountville                                 | Borough            | 2.802                    |
| 21      | Salunga                                    | CDP                | 2.695                    |
| 22      | Marietta                                   | Borough            | 2.588                    |
| 23      | Quarryville                                | Borough            | 2.576                    |
| 24      | Swartzville                                | CDP                | 2.283                    |
| 25      | Bowmansville                               | CDP                | 2.077                    |
| 26      | Gap                                        | CDP                | 1.931                    |
| 27      | Landisville                                | CDP                | 1.893                    |
| 28      | Reinholds                                  | CDP                | 1.803                    |
| 29      | Adamstown (parcialment al comtat de Berks) | Borough            | 1.789                    |
| 30      | Lampeter                                   | CDP                | 1.669                    |
| 31      | Rheems                                     | CDP                | 1.598                    |
| 32      | Clay                                       | CDP                | 1.559                    |
| 33      | Bainbridge                                 | CDP                | 1.355                    |
| 34      | Brickerville                               | CDP                | 1.309                    |
| 35      | Terre Hill                                 | Borough            | 1.295                    |
| 36      | Intercourse                                | CDP                | 1.274                    |
| 37      | Conestoga                                  | CDP                | 1.258                    |
| 38      | Christiana                                 | Borough            | 1.168                    |
| 39      | Fivepointville                             | CDP                | 1.156                    |
| 40      | East Earl                                  | CDP                | 1.144                    |
| 41      | Paradise                                   | CDP                | 1.129                    |
| 42      | Schoeneck                                  | CDP                | 1.056                    |
| 43      | Blue Ball                                  | CDP                | 1.031                    |
| 44      | Penryn                                     | CDP                | 1.024                    |
| 45      | Georgetown                                 | CDP                | 1.022                    |
| 46      | Farmersville                               | CDP                | 991                      |
| 47      | Morgantown (mostly in Berks County)        | CDP                | 826                      |
| 48      | Hopeland                                   | CDP                | 738                      |
| 49      | Washington Boro                            | CDP                | 729                      |
| 50      | Stevens                                    | CDP                | 612                      |
| 51      | Wakefield                                  | CDP                | 609                      |
| 52      | Soudersburg                                | CDP                | 540                      |
| 53      | Gordonville                                | CDP                | 508                      |
| 54      | Witmer                                     | CDP                | 492                      |
| 55      | Goodville                                  | CDP                | 482                      |
| 56      | Churchtown                                 | CDP                | 470                      |
| 57      | Falmouth                                   | CDP                | 420                      |
| 58      | Bird-in-Hand                               | CDP                | 402                      |
| 59      | Kirkwood                                   | CDP                | 396                      |
| 60      | Little Britain                             | CDP                | 372                      |
| 61      | Ronks                                      | CDP                | 362                      |
| 62      | Smoketown                                  | CDP                | 357                      |
| 63      | Refton                                     | CDP                | 298                      |

## Flora i fauna
L'espècie Glyptemys muhlenbergii fou descoberta i identificada per primer cop al comtat de Lancaster pel botànic Gotthilf Heinrich Ernst Muhlenberg, que descobrí aquesta espècie de rèptil mentre estudiava la flora de la zona. L'espècie rebé el seu epítet específic de Muhlenberg el 1801, però el 1956 va canviar el nom de tortuga de pantà, el seu nom comú anglès.

## Demografia
| Dades demogràfiques del comtat de Lancaster | Dades demogràfiques del comtat de Lancaster | Dades demogràfiques del comtat de Lancaster | Dades demogràfiques del comtat de Lancaster |
| ------------------------------------------- | ------------------------------------------- | ------------------------------------------- | ------------------------------------------- |
| 2013                                        | Comtat                                      | Estat                                       | EUA                                         |
| Blanc                                       | 91,0%                                       | 83,2%                                       | 77,7%                                       |
| Afroamericà                                 | 4,7%                                        | 11,5%                                       | 13,2%                                       |
| nadiu americà                               | 0,4%                                        | 0,3%                                        | 1,2%                                        |
| asiàtic                                     | 2,1%                                        | 3,1%                                        | 5,3%                                        |
| Illenc del Pacífic                          | 0,1%                                        | 0,1%                                        | 0,2%                                        |
| Dues o més races                            | 1,8%                                        | 1,8%                                        | 2,4%                                        |
| Hispano / llatí de qualsevol raça           | 9,5%                                        | 6,3%                                        | 17,1%                                       |
| Blancs, ni hispans ni llatins               | 83,6%                                       | 78,4%                                       | 62,6%                                       |

D'acord el cens del 2010 hi havia 519.445 persones, resultant amb una densitat de 561 persones per milla quadrada (217 hab./km2). Hi havia 193.602 llars. D'aquestes 135.401 (69,9%) eren ocupades per famílies. D'aquestes famílies 120.112 (88,7%) tenien menors de 18 anys. Hi havia 202.952 habitatges amb una densitat mitjana de 215 habitatges per milla quadrada (83 hab./km2). El nombre mitjà de persones vivint A cada habitatge hi vivien de mitjana 2,62 persones i, pel que fa a les llars habitades per famílies, de mitjana hi vivien 3,13 persones.
Al comtat la població es distribuïa en les següents classes etàries amb un 24,8% menors de 18 anys i un 15,0% 65 anys o més. La mitjana d'edat era de 38,2 anys. Per cada 100 dones hi havia 95,10 homes. Per cada 100 dones de 18 o més anys hi havia 91,60 homes.
El 5,58% de la població i el 8,37% dels nens de 5 a 17 anys declararen parlar neerlandès de Pennsilvània, alemany o holandès a casa, mentre que un altre 4,97% la població parlava espanyol. El 39,8% eren d'ascendència alemanya, l'11,8% dels Estats Units o nord-americans, el 7,2% d'ascendència irlandesa i el 5,7% d'ascendència anglesa.

### Cens del 2020
| Raça                     | Núm.    | Perc.  |
| ------------------------ | ------- | ------ |
| Blanc (NH)               | 440.613 | 79,68% |
| Negre o afroamericà (NH) | 19.536  | 3,53%  |
| Nadiu americà (NH)       | 522     | 0,01%  |
| Asiàtic (NH)             | 13.939  | 2,52%  |
| Illenc del Pacífic (NH)  | 110     | 0,02%  |
| Altres/mixt (NH)         | 17.093  | 3,1%   |
| Hispà o llatí            | 61.171  | 11,1%  |

### Grups anabaptistes (amish)
Comunitat anabaptista del comtat de Lancaster, fundada cap al 1760, té la major població mundial d'amish, amb 37.000 persones en 220 districtes de l'església el 2017, el que representa cap al 7% de la població del comtat. El 2021 la població amish augmentà fins a gairebé 42.000.  L'afiliació de Lancaster és relativament liberal pel que fa a l'ús de tecnologies en relació amb altres afiliacions amish.
La població amish del 1970 era d'uns 7.000; ascendint a uns 12.400 el 1990 i uns 16.900 el 2000. S'ha duplicat en el període 1970-2000.
Lancaster també acull altres grups plain anabaptistes. A partir de l'any 2000 hi ha uns 3.000 mennonites de l'Antic Orde de la Conferència de Groffdale que condueixen cotxes de cavalls negres en comptes dels cotxes grisos dels amish del comtat de Lancaster. Altres mennonites de l'Ordre Antic que utilitzen cotxes al comtat de Lancaster són subgrups dels mennonites de Stauffer amb 283 membres batejats i els mennonites de Reidenbach amb 232. Hi ha uns 4.000 membres de la Conferència Mennonita de Weaverland Old Order que condueixen cotxes. Hi viu una congregació de 83 membres dels Germans del Riu de l'Ordre Antic, així com 84 membres de l'Església Mennonita Reformada que han conservat la forma més conservadora de vestit llis de tots els grups Plain. Hi ha 74 membres dels antics germans baptistes alemanys al comtat de Lancaster.

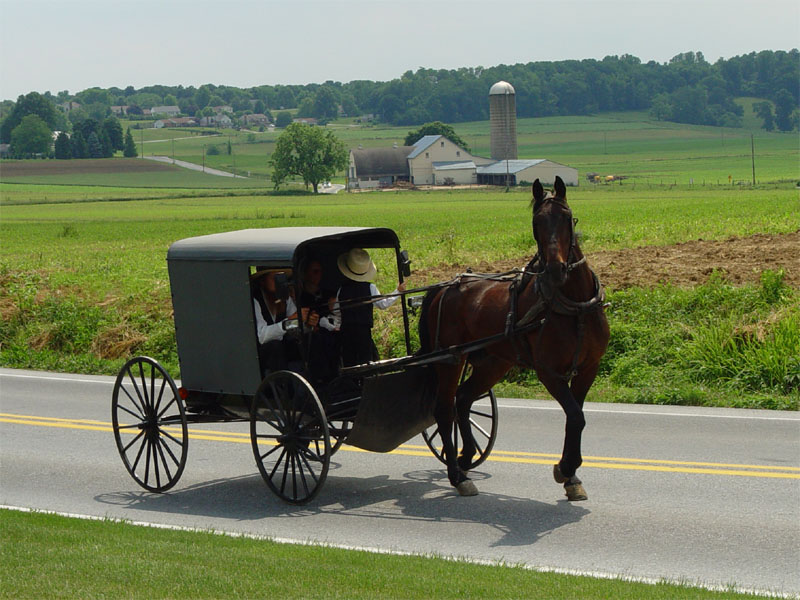
Una família amish en un tradicional buggy al comtat
Nens amish darrere d'un buggy en circulació
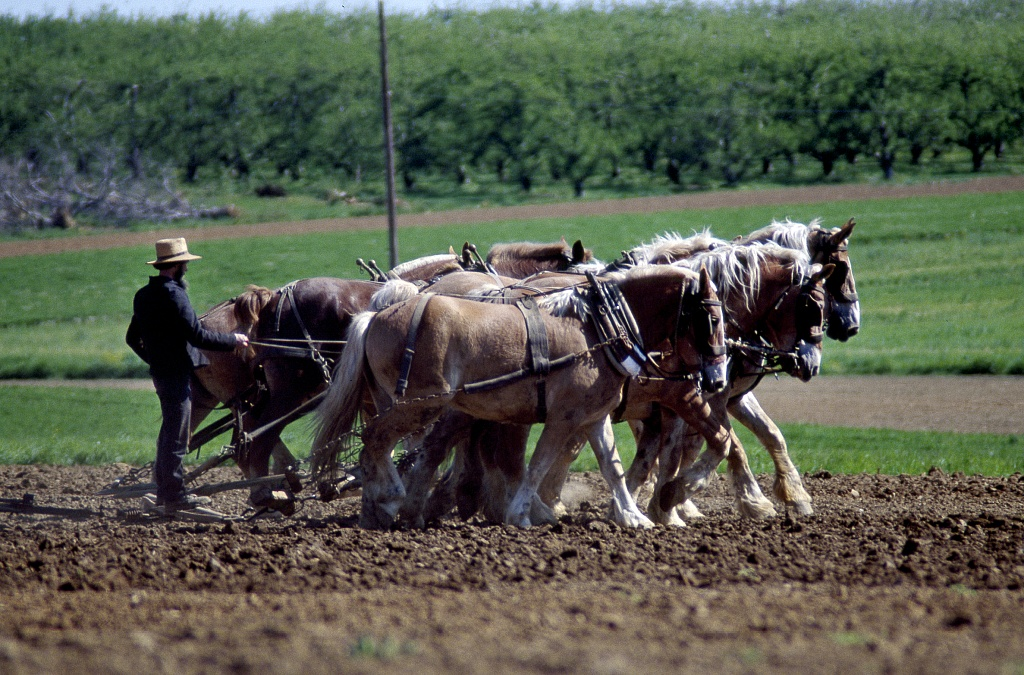
Els grangers amish només empren la força dels cavalls per a cultivar sa terra
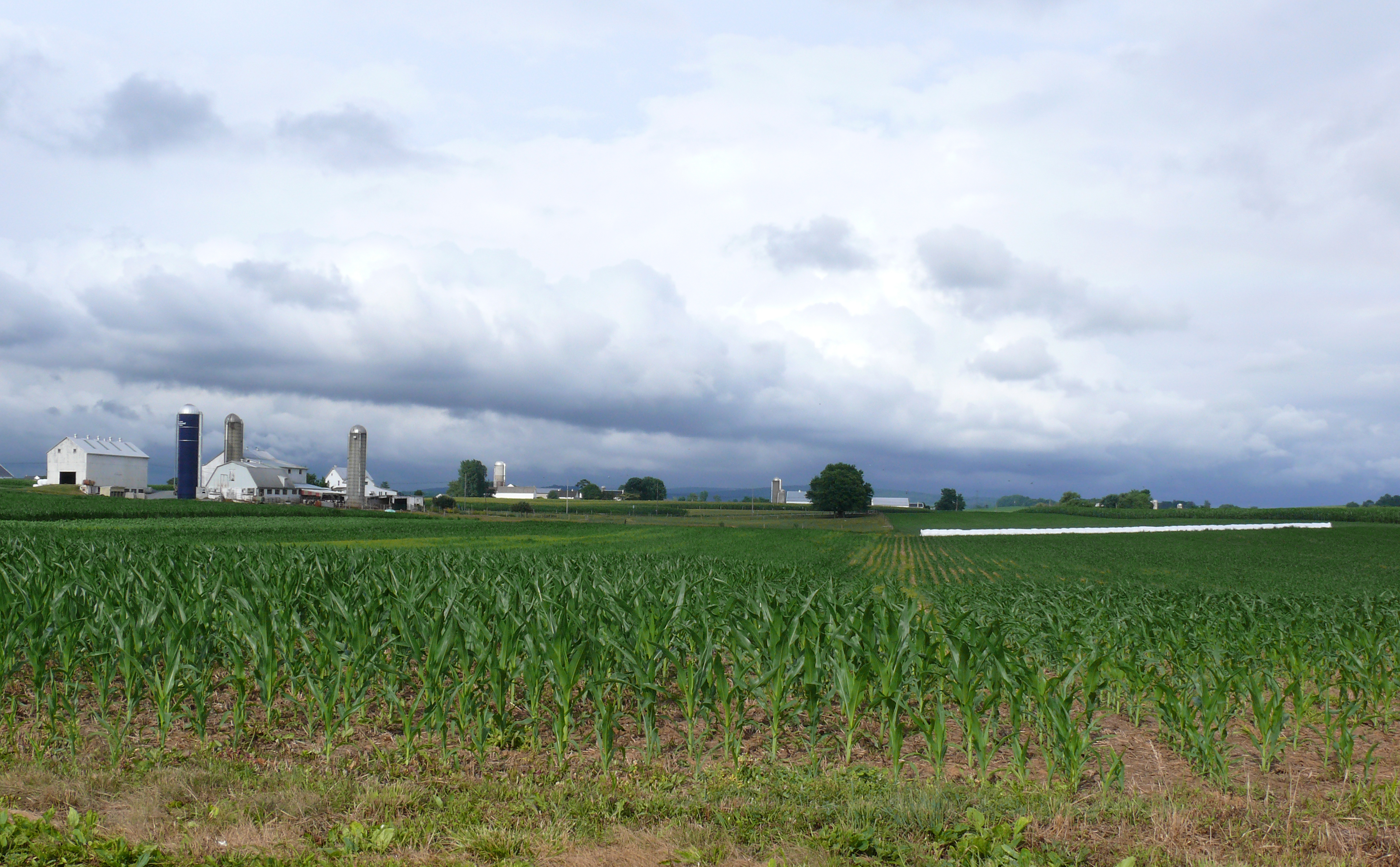
Conreus amish al comtat
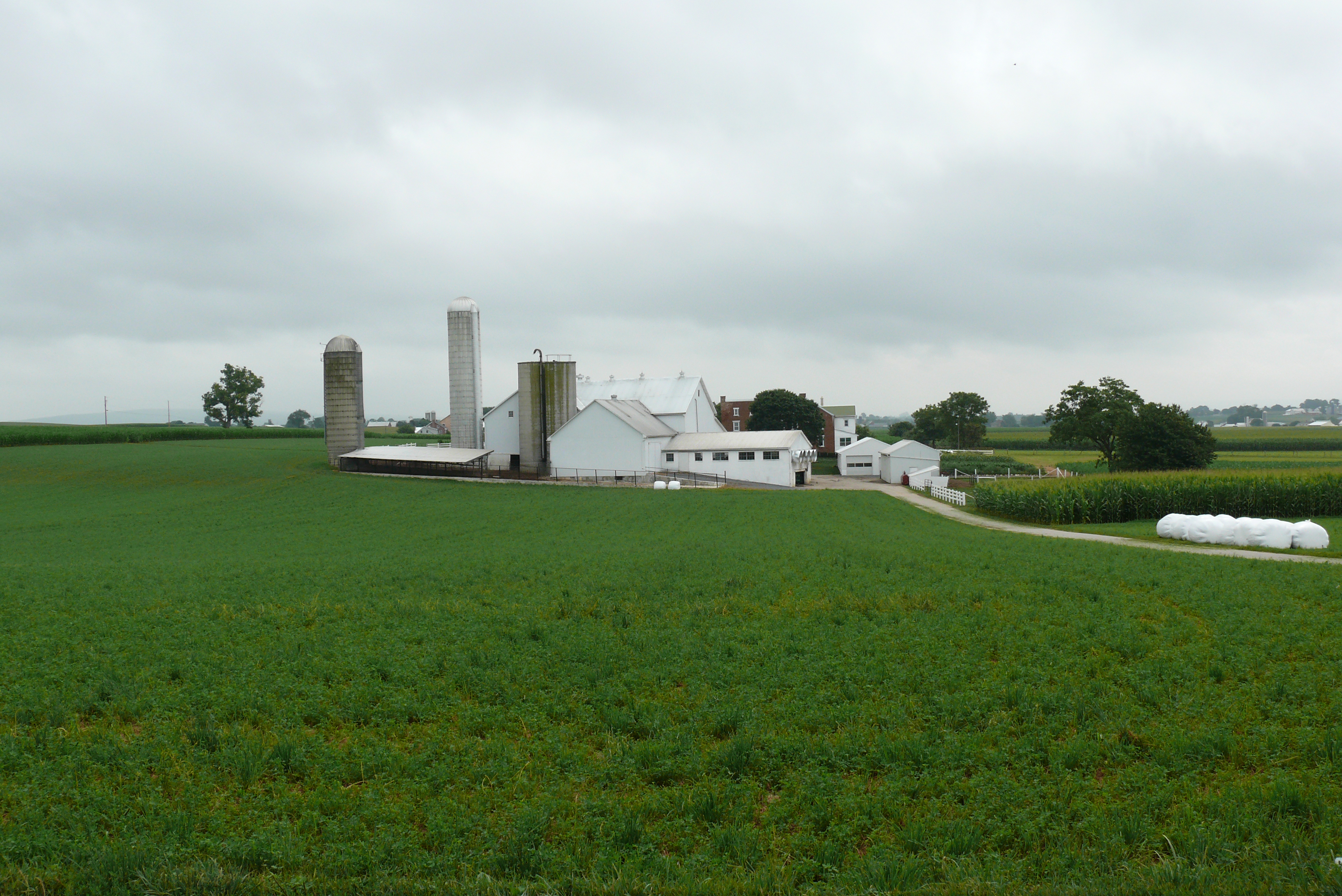
Granja amish
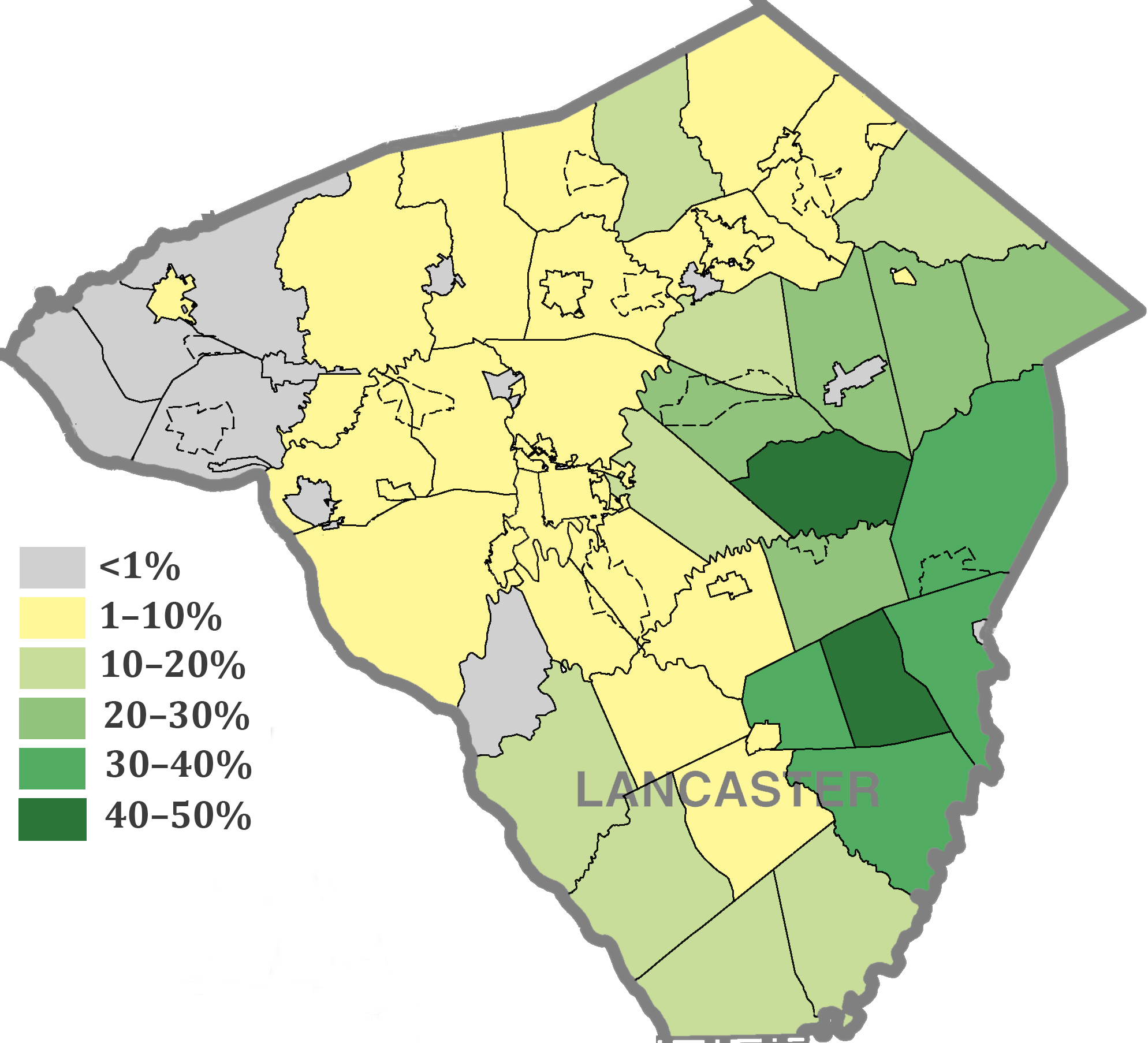
Percentatge de parlants d'una llengua indoeuropea diferent de l'anglès o l'espanyol (entre els adults de més de 18 anys), la gran majoria d'elles parlen alemany de Pennsilvània. (ACS 2019 5-year estimate).

### Dialecte
Alguns residents del comtat parlen un dialecte d'influència holandesa de Pennsilvània.Això és més comú a les àrees de Lancaster, Lebanon, York i Harrisburg, i incorpora influències de l'holandès de Pennsilvània en el dialecte i en la nomenclatura.

## Àrea estadística metropolitana
L'Oficina de Gestió i Pressupost dels EUA ha designat el comtat de Lancaster com a Àrea Estadística Metropolitana de Lancaster, PA. Amb una població de 552.984, segons el cens  del 2020, l'àrea metropolitana de Lancaster, PA és la sisena àrea metropolitana més poblada de Pennsilvània, després de la vall de Delaware, Greater Pittsburgh, Lehigh Valley, l'àrea estadística metropolitana de Harrisburg–Carlisle i Wyoming Valley.
A nivell nacional, l'àrea metropolitana de Lancaster, PA és la 104a àrea estadística metropolitana més poblada en el cens del 2020 i la 102a àrea estadística primària més poblada dels Estats Units en el cens de 2010.

## Govern i política
El comtat de Lancaster fou la llar del darrer president dels Estats Units abans de la guerra civil nord-americana, el demòcrata James Buchanan. Tanmateix, des de la Guerra Civil el comtat de Lancaster ha estat un bastió republicà. El GOP controla la gran majoria dels càrrecs electes del comtat i municipal al comtat de Lancaster. Concretament, les row offices i tots els seients de la comissió del comtat menys un estan ocupats per republicans, i el GOP té tots els escons legislatius estatals menys dos que cobreixen el comtat. Els republicans també tenen la majoria dels votants registrats al comtat.
El setembre de 2008 el Partit Demòcrata assolí els 100.000 votants registrats al comtat per primer cop en la història . El partit només tenia 82.171 demòcrates registrats el 2004. A 2008 , la raó de republicans/demòcrates al comtat de Lancaster és ara d'1,8 republicans per cada demòcrata, per sota d'un raó de 3a 1 per als republicans a finals de la dècada de 1990. Fins i tot amb aquest increment, el comtat segueix sent fortament republicà; les úniques bosses d'influència demòcrata son a la ciutat de Lancaster. De resultes els únics demòcrates electes que representen una part important del comtat a nivell estatal o federal tenen seients de la casa estatal ancorats a la ciutat de Lancaster i els seus suburbis adjacents.
El comtat de Lancaster només ha votat per un candidat presidencial demòcrata un sol cop des de James Buchanan el 1856, resident a la ciutat de Lancaster. El 1964 Lyndon Johnson s'endugué el comtat de Lancaster com a part de la seva victòria de 44 estats, guanyant per 798 vots, menys d'un punt percentual. Franklin D. Roosevelt no va guanyar al comtat en cap de les seves quatre exitoses candidatures a la presidència, arribant a 4.000 vots de portar-lo a guanyar 46 estats en les eleccions del 1936. El 2008 Obama es convertí en el primer demòcrata a obtenir el 40% dels vots del comtat des de Johnson, i el segon des de Franklin D. Roosevelt. Trump obtingué el 56% dels vots en ambdues campanyes, i Biden es convertí en el tercer demòcrata en 80 anys en assolir el 40% dels vots del comtat.
| Republicà                 | 187.128 | 51,13%  |         |
| Demòcrata                 | 114.789 | 31,36%  |         |
| Sense afiliació a partits | 46.815  | 12,79%  |         |
| Festes menors             | 17.276  | 4,72%   |         |
| Total                     | Total   | 366.008 | 100,00% |

Senat de l'estat de Pennsilvània
| Districte | Respresentant       | Partit    |
| --------- | ------------------- | --------- |
| 13        | Scott Martin        | Republicà |
| 36        | James Andrew Malone | Demòcrata |

Cambra de Representants de Pennsilvània
| Districte | Respresentant        | Partit    |
| --------- | -------------------- | --------- |
| 37        | Mindy Fee            | Republicà |
| 41        | Brett Miller         | Republicà |
| 43        | Keith Greiner        | Republicà |
| 49        | Ismail Smith-Wade-El | Demòcrata |
| 96        | Mike Sturla          | Demòcrata |
| 97        | Steven Mentzer       | Republicà |
| 98        | Tom Jones            | Republicà |
| 99        | David Zimmerman      | Republicà |
| 100       | Bryan Cutler         | Republicà |

Commissioners
| Oficina             | Ocupant        | Partit    |
| ------------------- | -------------- | --------- |
| Chairman            | Joshua Parsons | Republicà |
| Vice-chairman       | Ray D'Agostino | Republicà |
| County Commissioner | Alice Yoder    | Demòcrata |

Row officers
| Oficina           | Ocupant                      | Partit    |
| ----------------- | ---------------------------- | --------- |
| Clerk of Courts   | Nicky Woods                  | Republicà |
| Controller        | Lisa Colon                   | Republicà |
| Coroner           | Dr. Stephen Diamantoni, M.D. | Republicà |
| District Attorney | Heather Adams, Esq.          | Republicà |
| Prothonotary      | Andrew Spade                 | Republicà |
| Recorder of Deeds | Ann Hess                     | Republicà |
| Register of Wills | Ann Cooper                   | Republicà |
| Sheriff           | Chris Leppler                | Republicà |
| Treasurer         | Amber Green                  | Republicà |

## Economia

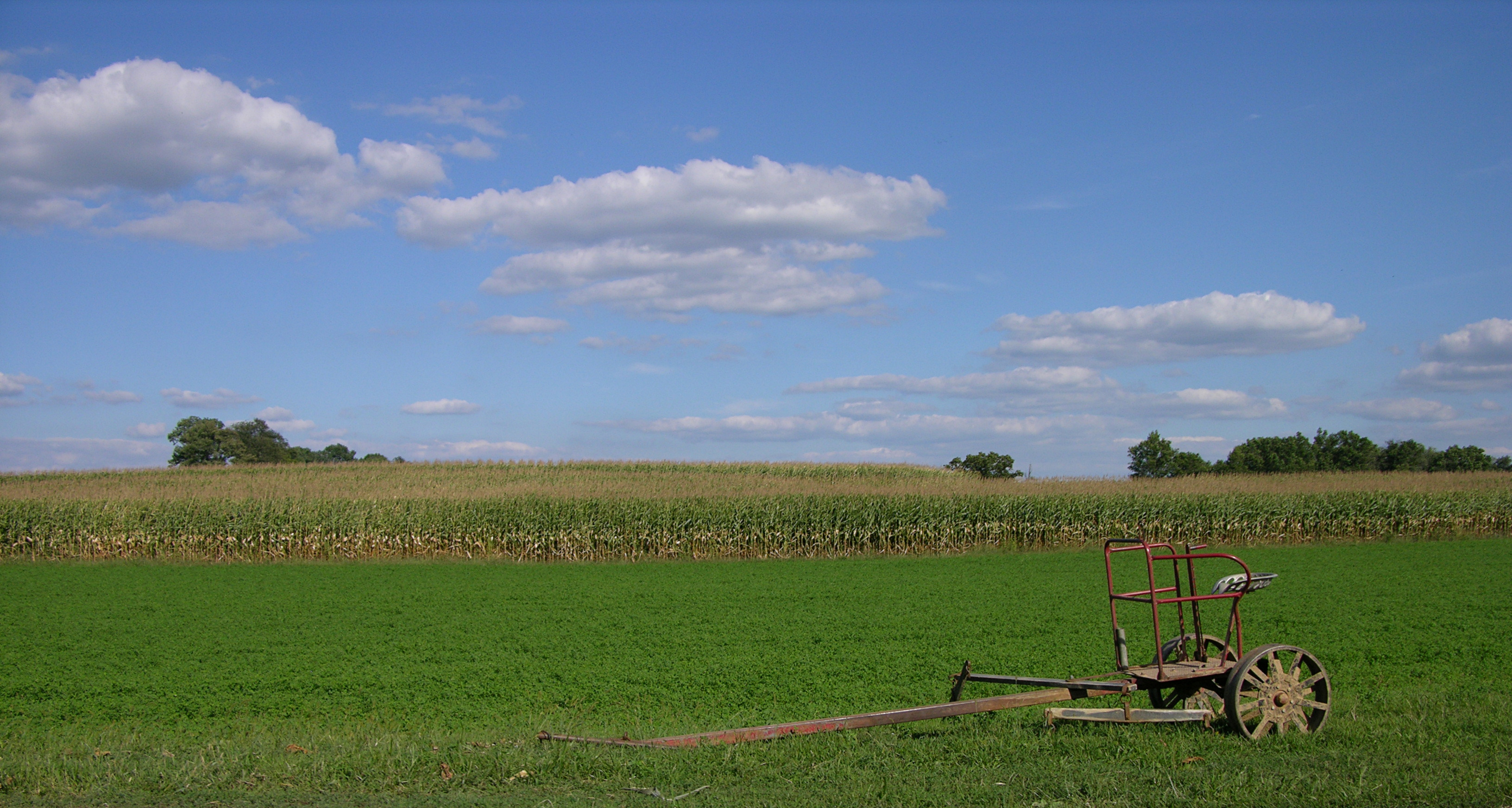
Una granja del comtat de Lancaster amb un arreu tirat per cavalls prop d'un camp de blat de moro

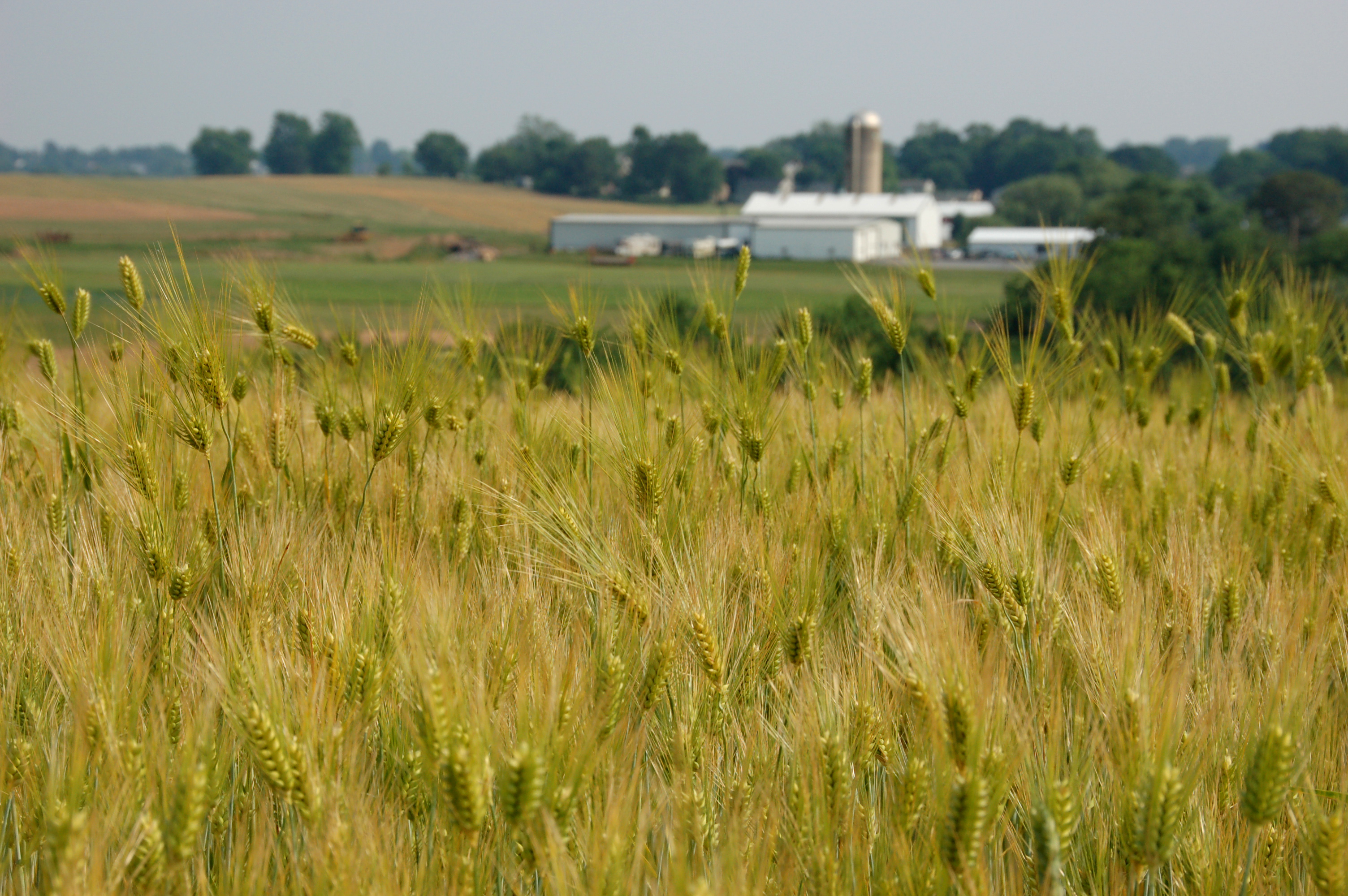
Un camp de blat al comtat.

El 2021 el comtat tenia una renda per càpita personal (PCPI) de 61.547 dòlars, el 96% de la mitjana nacional; reflectint un creixement del 5,7% respecte a l'any anterior, enfront d'un creixement del 7,3% per al conjunt nacional. La taxa de pobresa del comtat era del 8,8% amb relació a una taxa nacional de l'11,6%.
L'any 2005 el comtat de Lancaster era el 10è de tots els comtats de Pennsilvània amb un 17,7% de la seva força de treball ocupada en les manufactures; l'estat té una mitjana del 13,7%, i el líder, el comtat de Crawford, només té el 25,1%.
El comtat de Lancaster està endarrerit en els treballadors de la informació. Ocupa el lloc 31 de l'estat amb un 1,3% dels treballadors; el conjunt de l'estat ocupa un 2,1% en tecnologies de la informació.
El comtat ocupa l'11è lloc de l'estat en treballadors dedicats a la gestió i les finances, tot i comptar amb el 12,5% de la força laboral en aquestes ocupacions (enfront de la mitjana estatal del 12,8%). Els líders estatals són el comtat de Chester amb un 20,5% i el comtat de Montgomery amb un 18,5%.
Amb un 17,3% treballant en professions, el comtat de Lancaster és el 31è a Pennsilvània, en comparació amb una mitjana estatal del 21,5%. El comtat de Centre lidera amb un 31,8%, sens dubte degut al tremend impancte de la Universitat Estatal de Pennsilvània en un comtat rural, però els suburbis de luxe de Filadèlfia del comtat de Montgomery els hi donen un 27,2%.
El comtat de Lancaster ocupa un lloc encara més baix, el 34è, pel que fa ls treballadors de serveis, amb un 13,3% de la força de treball, en comparació amb una mitjana estatal del 15,8%. El comtat de Filadèlfia, lidera amb un 20,5%.
L'agost de 2010 el comtat de Lancaster tenia una taxa d'atur del 7,8%, suposant un increment respecte al 7,6% de l'any anterior.
A principis dels anys 2000 al comtat hi havia 11.000 empreses al comtat de Lancaster, essent les empreses de fabricació i distribució de major plantilla a finals de 2003 Acme Markets, Alumax Mill Products, Anvil International, Armstrong World Industries, Bollman Hat, CNH Global, Conestoga Wood Specialties, Dart Container, High Industries, Lancaster Laboratories, Pepperidge The Farms &amp; SonyRR, Pepperidge The Farms &amp; SonsheRR ,, Electronics, Tyson Foods, Warner-Lambert i Yellow Transportation .

### Agricultura
Amb alguns dels sòls no regats més fèrtils dels EUA, el comtat de Lancaster té una potenet indústria agrícola. Les 5.293 granges del comtat de Lancaster generen 800  milions de dòlars en aliments, pinsos i fibres, eren responsables de gairebé una cinquena part de la producció agrícola de l'estat. El comtat de Chester, amb les seves granges de bolets d'alt valor, és el segon, amb 375  milions de dòlars.
D'aquests 800  milions de dòlars, la ramaderia n'aporta 710  milions, destacant els productes lactis (266  milions), aus de corral i ous (258  milions). La cria de boví i porcí genera uns 90  milions de dòlars cadascun.
És probable que l'agricultura segueixi sent una part important del comtat de Lancaster: gairebé la meitat de la terra del comtat de Lancaster: 320,000 acres (130,000 ha) - està zonificada per a l'agricultura, i d'aquests, 276,000 acres (112,000 ha) són "zonificació agrícola efectiva", que requereixen almenys 20 acres (8.1 ha) per residència.

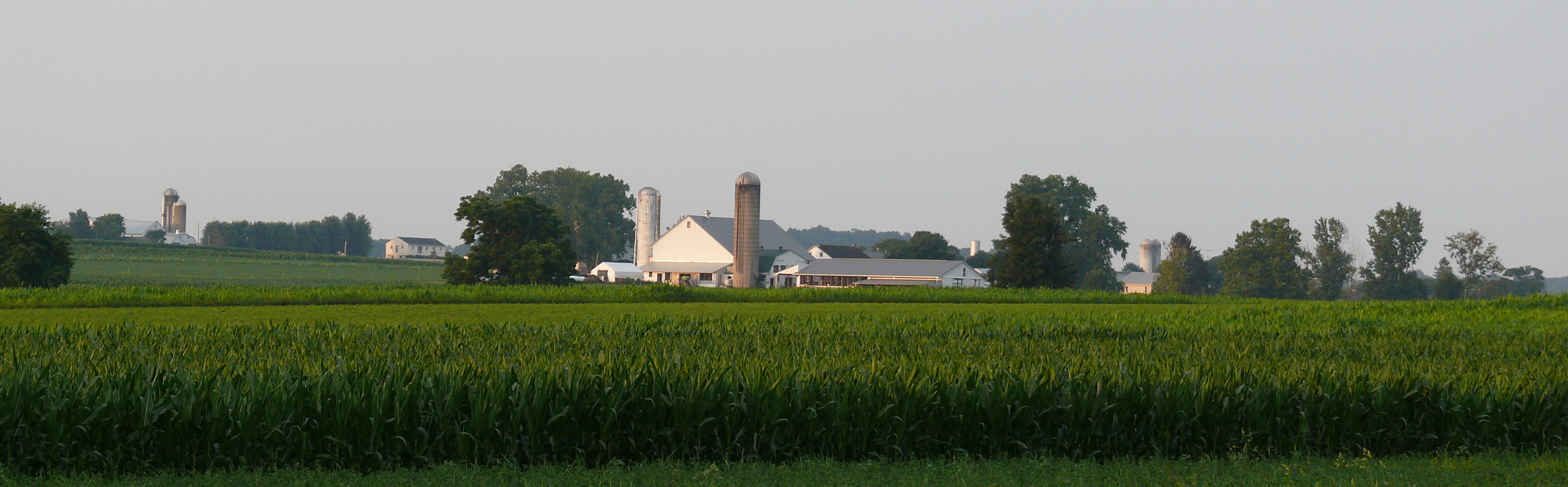
Granges lleteres amish al comtat de Lancaster

### Turisme

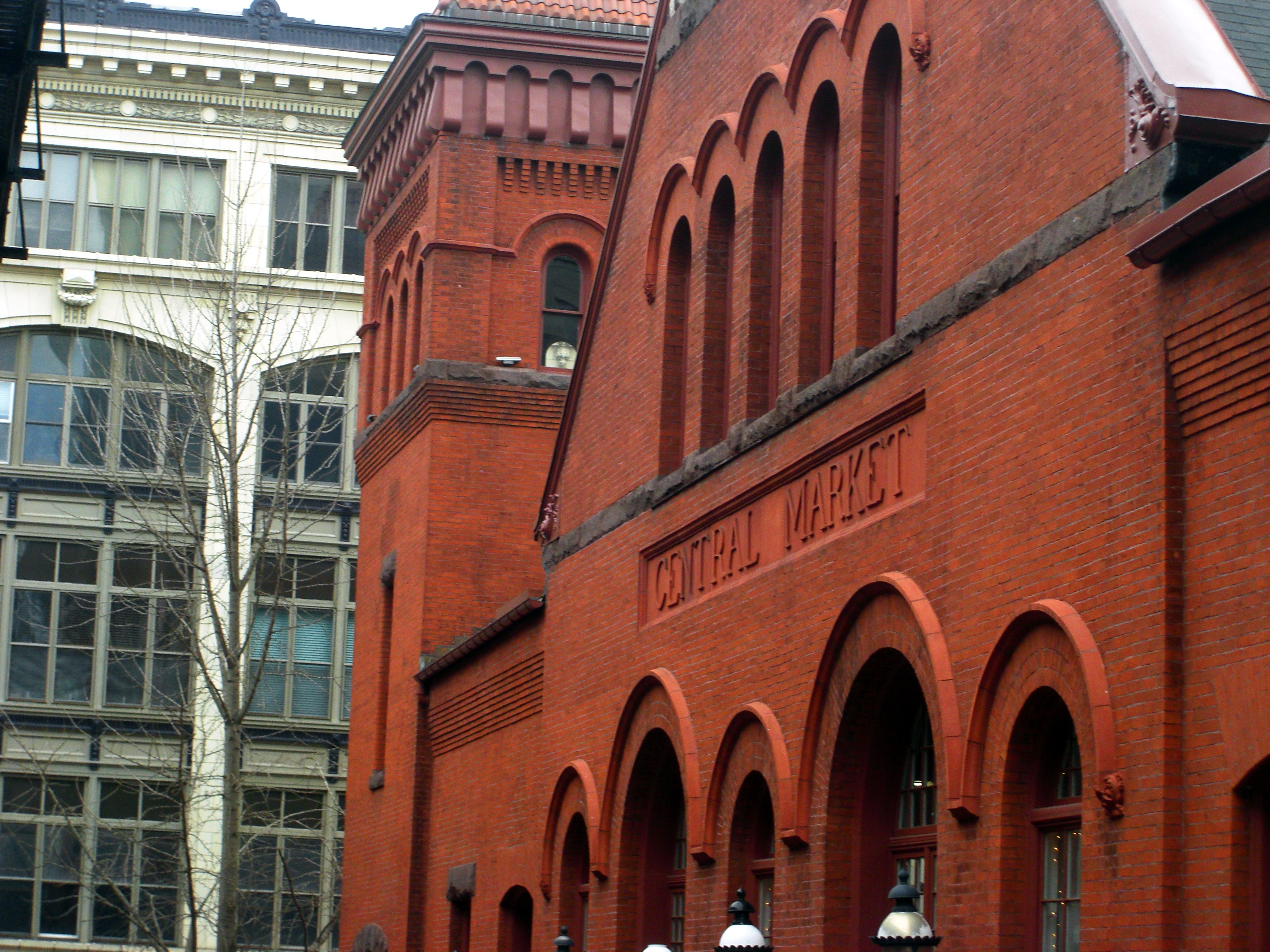
Mercat central de Lancaster, una popular atracció turística.

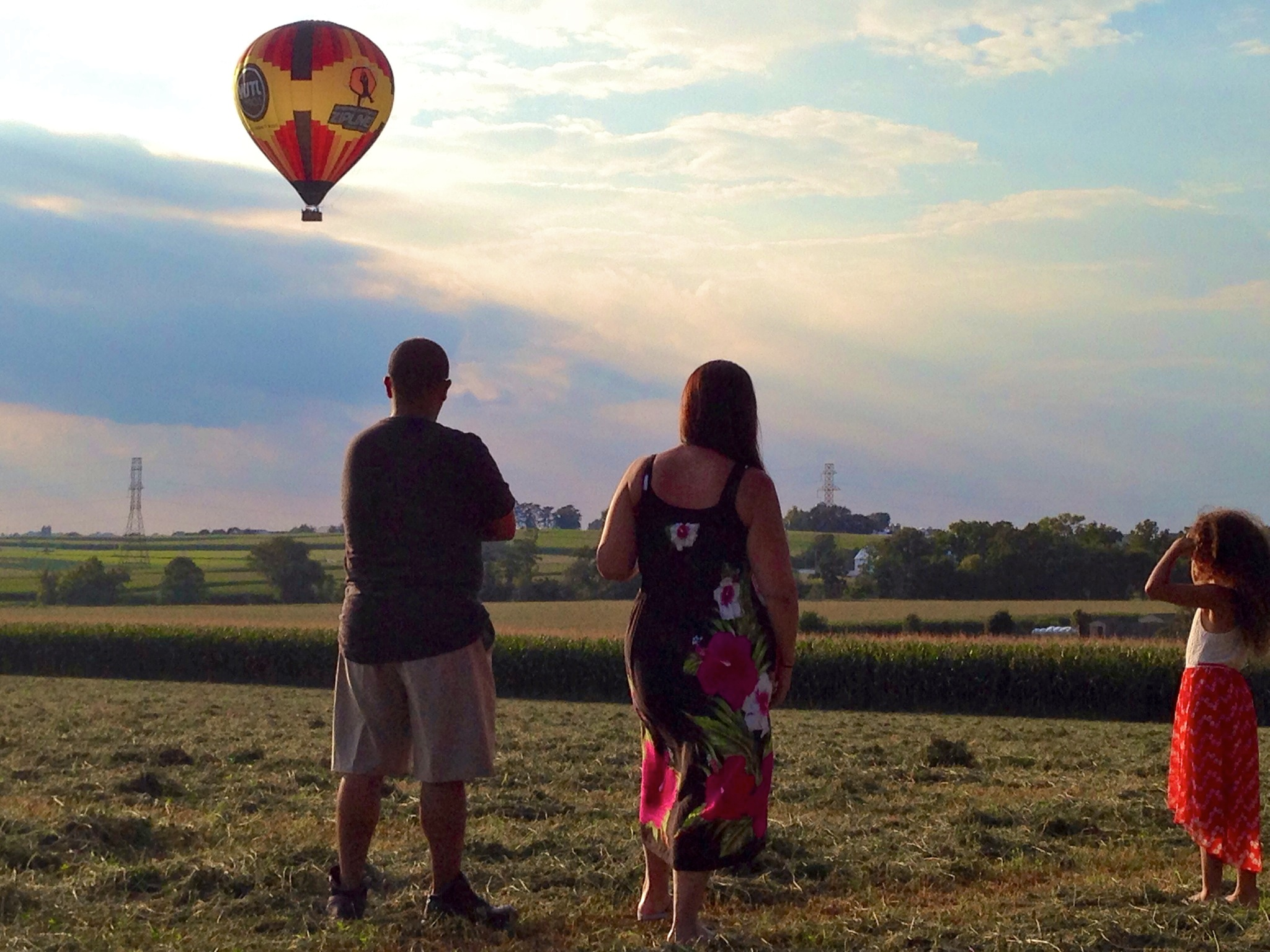
Un passeig en globus aerostàtic al comtat de Lancaster

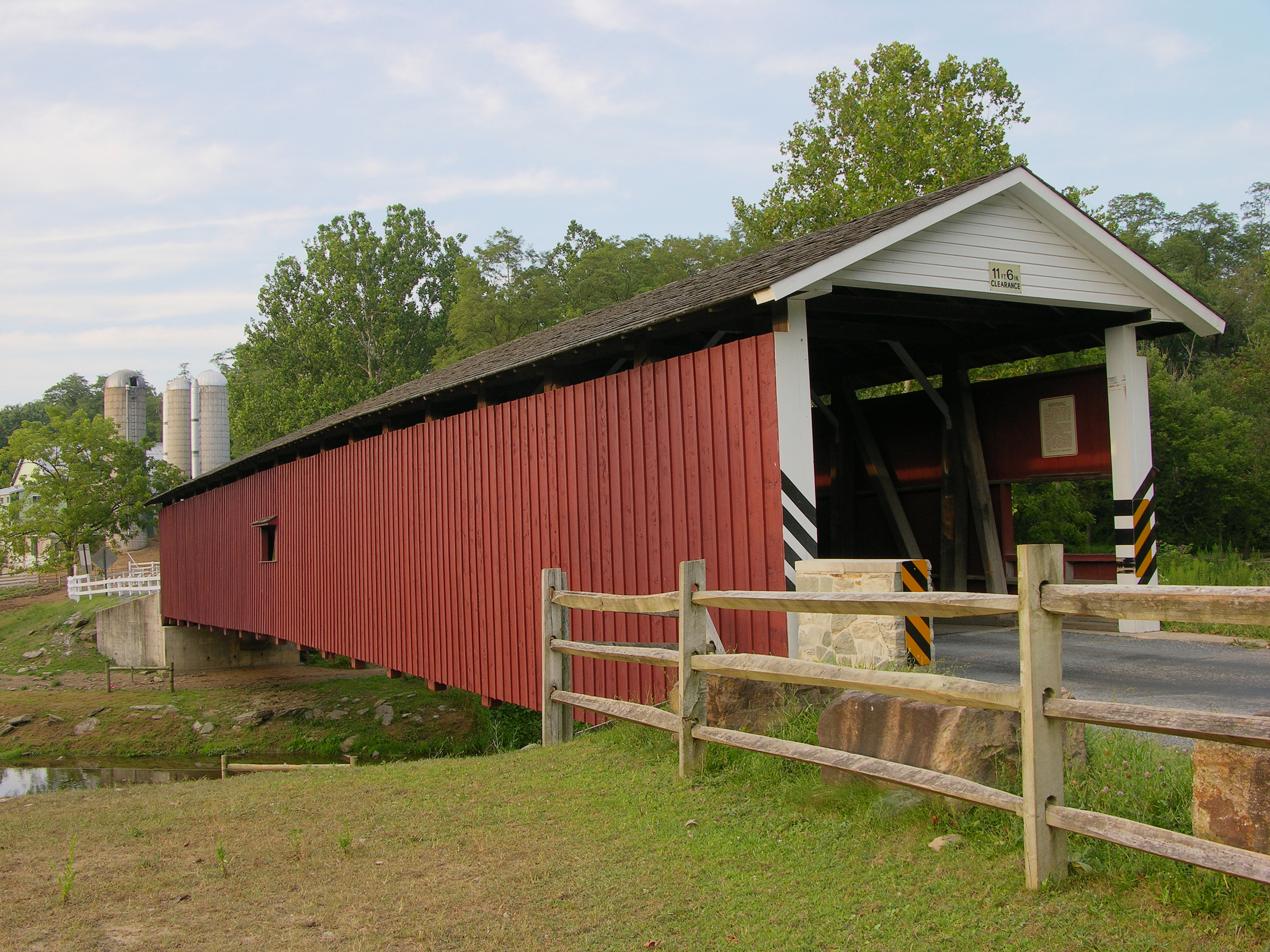
Un dels 29 ponts coberts de la comarca

El turisme és una indústria important al comtat de Lancaster, amb aproximadament 20.000 treballadors. A la dècada del 1860, articles a Atlantic Monthly i Lippincott's Magazine publicats just després de la Guerra Civil, presentaven el comtat de Lancaster a molts lectors. Tanmateix, el turisme a Lancaster era gairebé inexistent abans de 1955.
Un article de viatges del New York Times el 1952 va portar 25.000 visitants, però el musical de Broadway del 1955 Plain and Fancy ajudà a potenciar el turisme amish a mitjans dels anys cinquanta. Poc després Adolph Neuber (llavors propietari del Willows Restaurant) obrí al comtat de Lancaster la primera atracció turística que mostrava la cultura amish. El racionament de gas del 1974 i l'incident de Three Mile Island, provocaren cinc anys d'estancament en el turisme del comtat de Lancaster.
Els funcionaris locals de turisme ho van veure com deus ex machina quan Hollywood va intervenir per rescatar la seva indústria. Harrison Ford, a la pel·lícula L'únic testimoni del 1985, interpretà un detectiu de Filadèlfia que viatjava a la comunitat amish per protegir un noi amish que havia presenciat un assassinat a Filadèlfia. El detectiu se sent atret per la mare vídua del nen; la pel·lícula és menys un thriller que un romanç sobre les dificultats que s'enfronta un foraster enamorat d'una vídua de The Community. La pel·lícula fou nominada a vuit Oscars dels quals fou guardonada amb dues estatuetes. Tanmateix, el veritable guanyador fou el turisme del comtat de Lancaster.
Un cop més, sobretot després dels atemptats de l'11 de setembre de 2001, el turisme al comtat de Lancaster canvià. En lloc de les famílies que arribaven amb estades de tres o quatre dies per a una visita general, els turistes assistien a esdeveniments puntuals, com ara el festival del ruibarbre, el "laberint de blat de moro", per veure Thomas the Tank Engine, per a la "Barbacoa de pollastre més gran del món" anual de Sertoma o per a l'últim espectacle als Sight & Sound Theatres. La indústria turística està desanimada per aquest canvi, però no desanimada: 
| «                 | En quatre anys treballant aquí a Strasburg Rail Road, només he tingut una queixa, va dir que el viatge era massa curt. La gent estima el comtat de Lancaster. Continuaran tornant. | » |
| — Betty McCormack | |   |

El comtat promou les visites turístiques als nombrosos històrics i pintorescos ponts coberts del comtat mitjançant la publicació de visites guiades pels ponts. Amb més de 200 ponts, Pennsilvània té més ponts coberts que en qualsevol altre lloc del món, i amb 29 ponts coberts, el comtat de Lancaster en té la part més grossa.
L'Autoritat del Centre de Convencions del Comtat de Lancaster va construir el Centre de convencions del comtat de Lancaster amb un cost de 170 milions de $ al centre de Lancaster al lloc que ocupava l'antic edifici Watt &amp; Shand.
Entre altres atractius turístics hi ha l’American Music Theatre, Dutch Wonderland, Ephrata Cloister, Ephrata Fair, Hans Herr House, Landis Valley Museum, Pennsylvania Dutch Country, Pennsylvania Renaissance Faire  (una de les fires renaixentistes més grans del món), Railroad Museum of Pennsylvania, Rock Ford plantation, Robert Fulton Birthplace, Sight, Wilsburg Sound, Railters Chocolaters, Sight & Stracola Sound. Wheatland (casa de James Buchanan) i Sturgis Pretzel House. En aquesta zona històrica hi ha moltes rutes turístiques, entre elles la ruta a peu pel centre de Lancaster.

## Educació
Entre les facultats que al comtat de Lancaster hi ha l'Eastern Mennonite University, Elizabethtown College, Franklin &amp; Marshall College, Harrisburg Area Community College, Lancaster Bible College, Lancaster Theological Seminary, Millersville University of Pennsylvania, Pennsylvania College of Art and Design, Thaddeus Stevens College of Technology i PA College of Health Sciences.

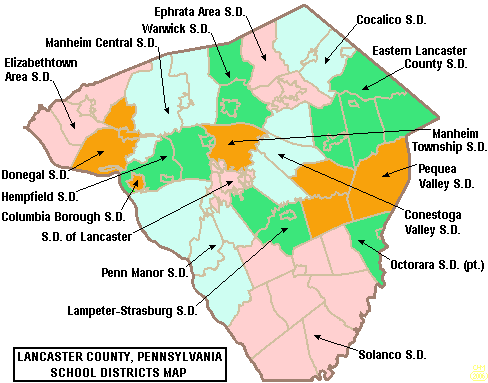
Mapa amb els districtes escolars públics del comtat de Lancaster

Hi ha 16 districtes escolars públics al comtat:
També hi ha una escola concertada, l'escola concertada La Academia Charter School. Lancaster Country Day School, una escola diürna independent, es troba a l'extrem oest de Lancaster City. Linden Hall, un internat i escola diürna independent per a noies, es troba a Lititz.

## Esports
Abans dels Barnstormers, Lancaster va ser la llar dels Lancaster Red Roses, que jugaren des de 1906 fins cap al 1930, i de 1932 a 1961. El 2005 els Lancaster Barnstormers ingressaren a la Atlantic League of Professional Baseball. Els Barnstormers reben el nom dels jugadors "barnstorming" que fan partits d'exhibició al comtat. Els seus colors oficials són el vermell, el blau marí i el caqui, els mateixos que els dels Red Roses. Aquesta franquícia va guanyar el seu primer campionat de lliga en la seva segona temporada, el 2006. Guanyaren el seu segon campionat de lliga el 2014. Han revifat l'antiga rivalitat de beisbol entre Lancaster i la propera York, anomenada War of the Roses (litealrment la Guerra de les Roses), quan els York Revolution començaren la seva temporada inaugural el 2007.

### Equips amateurs
El 2004 l'equip amateur de futbol Lancaster Lightning de la Lliga de futbol nord-americana jugà a l'estadi de futbol de Pequea Valley High School a Kinzers.

### Antics equips
De 1946 a 1980 un equip de bàsquet professional, també anomenat Lancaster Red Roses (així com els Lancaster Rockets i els Lancaster Lightning) competiren a la Continental Basketball Association .

## Transport
Situat a la ruta natural de Filadèlfia a la part occidental de Pennsilvània, el comtat de Lancaster ha donat lloc a moltes millores en el transport, com ara el Philadelphia and Lancaster Turnpike, posteriorment part de la Lincoln Highway, el 1794, un canal el 1820, i el Philadelphia and Columbia Railroad el 1834.

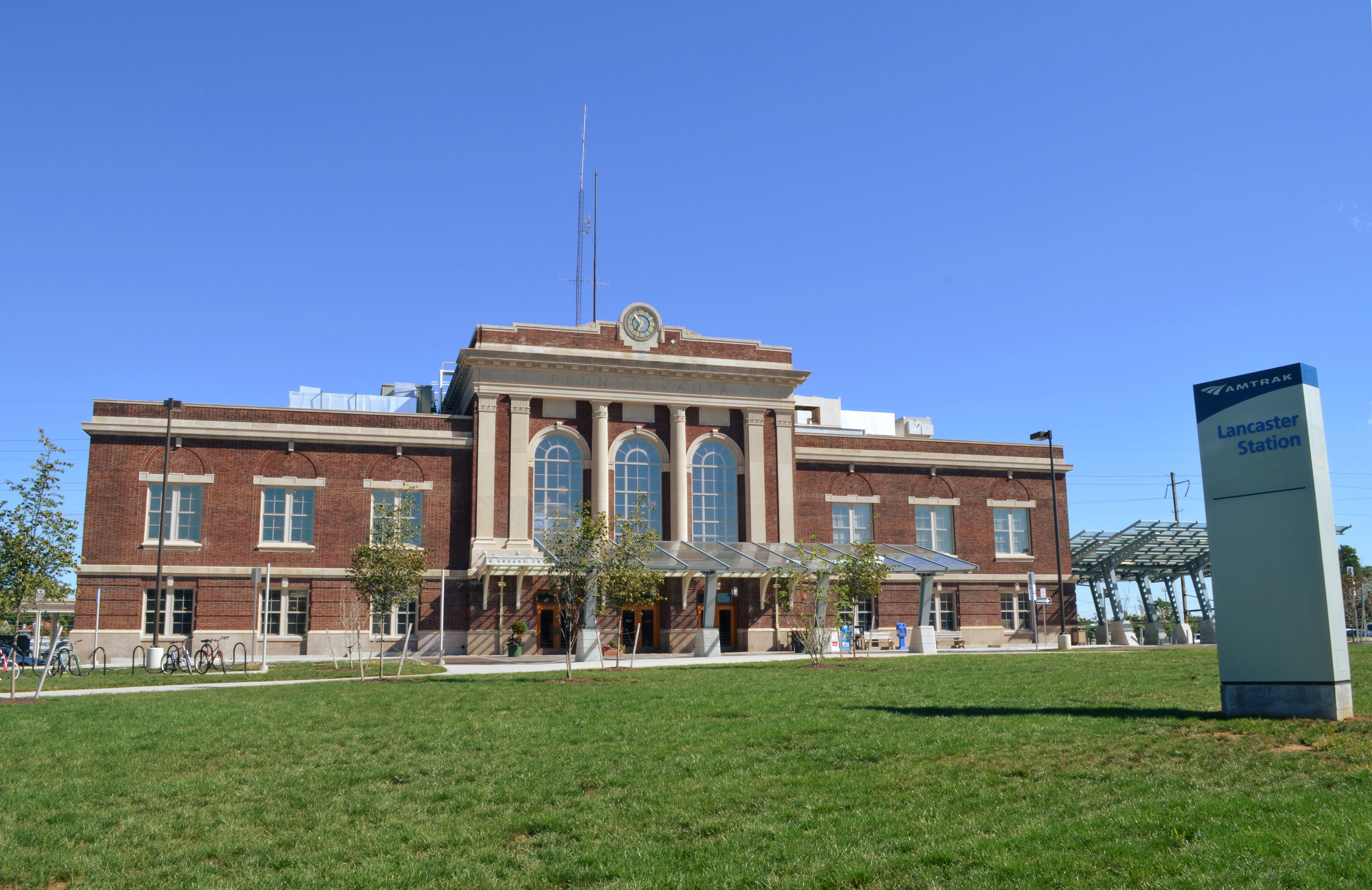
L'estació de tren de Lancaster, situada al Keystone Corridor, la segona estació d'Amtrak més concorreguda de Pennsilvània després de l'estació de 30th Street a Filadèlfia

## Cultura popular
- La pel·lícula del 1985 L'únic testimoni va tenir lloc parcialment al comtat de Lancaster, on un agent de policia de Filadèlfia protegeix un noi amish que va presenciar un assassinat mentre es trobava a la ciutat de l'amor fraternal.[134]
- La pel·lícula de 1997 For Richer or Poorer protagonitzada per una parella adinerada de Nova York, que fuig al comtat de Lancaster després de ser incriminada per frau fiscal.[135]
- El telefilm de 2010 Amish Grace va ser una dramatització dels assassinats de 2006 d'escolars Amish a Nickel Mines .[136]
- Amish Mafia va ser un reality show de Discovery Channel sobre un grup d'homes Amish al comtat de Lancaster que protegeixen i mantenen la pau després dels assassinats de Nickel Mines de 2006. La sèrie es produí entre el 2012 i el 2015.[137]
- La pel·lícula Are You Here del 2013 es va ambientar al comtat de Lancaster, on van créixer els protagonistes.[138]